# Rockhampton Tennis International 2012
Il Rockhampton Tennis International 2012 è stato un torneo di tennis facente parte della categoria ITF Women's Circuit nell'ambito dell'ITF Women's Circuit 2012. Il torneo si è giocato a Rockhampton in Australia dal 3 al 9 settembre 2012 su campi in cemento e aveva un montepremi di 25 000 $.

## Vincitori

### Singolare
Olivia Rogowska ha battuto in finale  Sacha Jones con il punteggio di 0–6, 6–3, 6–2

### Doppio
Ayu Fani Damayanti /  Lavinia Tananta hanno battuto in finale  Nicha Lertpitaksinchai /  Peangtarn Plipuech con il punteggio di 5–7, 7–6(2), [10–8]